# 愛野ユキ
愛野 ユキ（あいの ユキ、1994年10月25日 - ）は、日本の女子プロレスラー、元リングアナウンサー。東京女子プロレス所属。天満のどかの妹。

## 略歴
2016年
- 1月4日 - 東京女子プロレスの後楽園ホール大会において練習生「ユキ(仮)」として紹介される。
- 5月 - 学業との両立が困難であったため退団。

2017年
- 1月21日 - 王子Basement MON☆STAR大会の黒音まほvs伊藤麻希でリングアナウンサーデビュー。

2018年

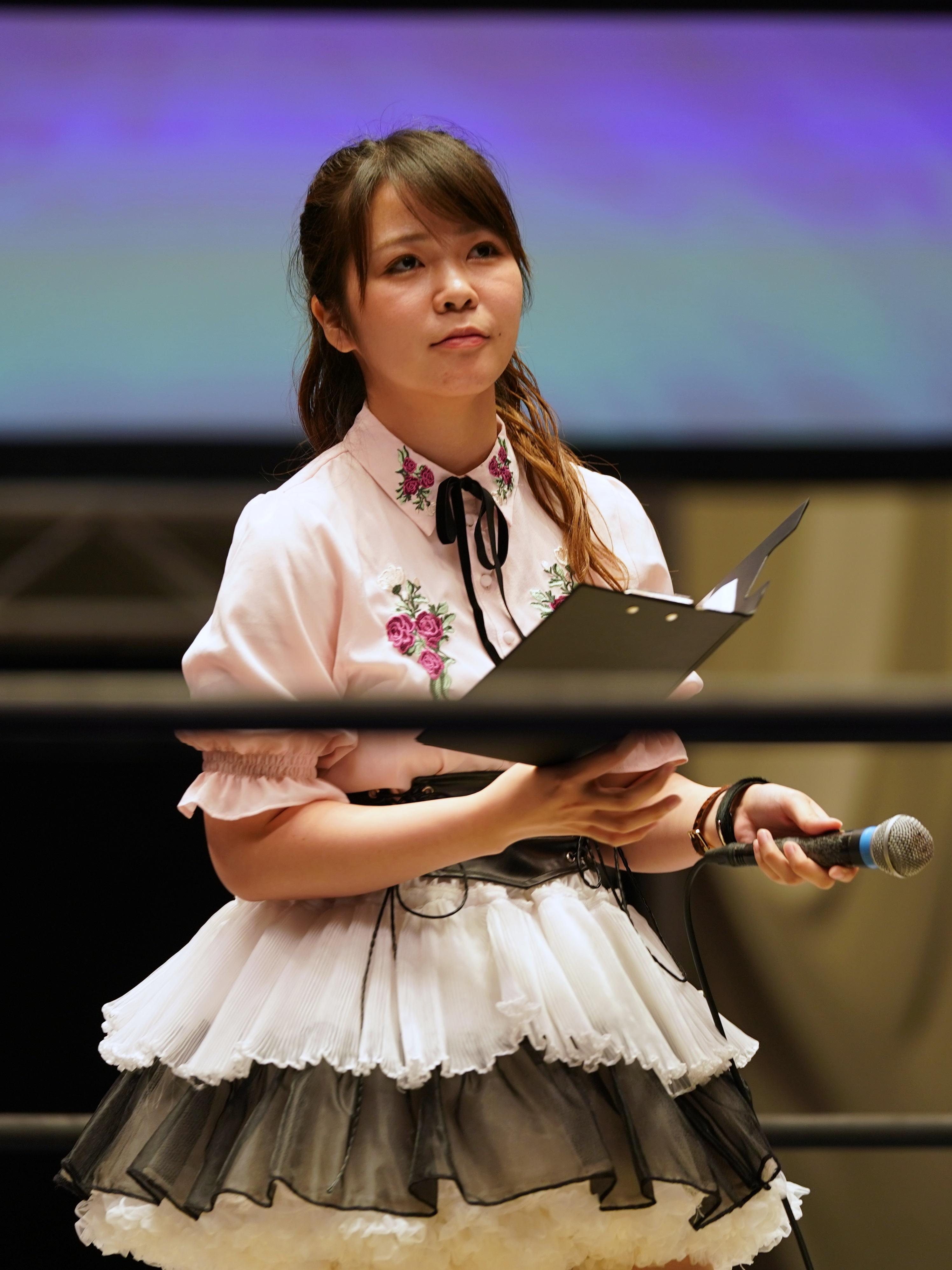
リングアナウンサー時代

- 3月21日 - 板橋グリーンホール大会のオープニングにおいて、4月のリングアナウンサー卒業と5月のプロレスデビューを表明。[2]
- 4月15日 - 大阪市淀川区民センター大会をもってリングアナウンサーを卒業。
- 5月3日 - 後楽園ホール大会のvs優宇・ヒカリ戦でプロレスラーとしてデビュー(パートナーはのどかおねえさん)。[3]
- 9月22日 - 新木場1stRING大会のvs坂崎ユカ・ヒカリ戦でヒカリより自力初勝利(パートナーは天満のどか)。

2019年
- 2月17日 - DDT両国国技館大会に、アンダーマッチ枠で参戦[4]。

2020年
- 7月23日 - 後楽園ホール大会のメインイベントで坂崎ユカの持つプリンセス・オブ・プリンセス王座に挑戦するも敗北。
- 11月7日 - TOKYO DOME CITY HALL大会で辰巳リカ・渡辺未詩組の持つTOKYOプリンセスタッグ王座に天満のどかとの姉妹タッグ・爆れつシスターズで挑み勝利[5]。

2021年
- 4月17日 - 後楽園ホール大会にて爆れつシスターズとしてプリンセスタッグ王座3度目の防衛戦を沙希様＆メイ・サン＝ミッシェルを相手に行うも敗北し防衛失敗となる。
- 8月28日、板橋グリーンホールで行なわれたUNIVERSE会員興行「プレ東京女子プロレス。5」にて、試合前に頭を打って人格が変わったことにより爆ワルシスターズの悪野ユキとして試合に登場した。

2023年
- 7月8日 - 大田区総合体育館大会で辰巳リカの持つインターナショナル・プリンセス王座に挑戦するも敗北。

## 人物
- 岡山県津山市出身[6]。
- リングネームの由来はセーラームーンの愛野美奈子から。[7]
- 姉と同じく作陽高校出身[8]。
- 練習生としては黒音まほと同期だった。また、練習生として紹介された2016年1月4日の後楽園ホール大会にて実姉ののどかおねえさんがデビューしている。
- らくの熱烈なファンである。
- ハリーポッターのファンであり、特に好きなキャラクターはスネイプ。[9]

## 得意技
ヴィーナスDDT
変形リバースDDT。リバースDDTの形に捕らえた後、後方にジャンプし腹から落ちる勢いで相手の後頭部をマットに叩きつける。
UBV
ダブルアーム式変型サイドバスター。技名は「Unlimited Burning Venus」の略で読み方は「無限の愛と炎」。
愛と炎のフルネルソン
フルネルソン式キャメルクラッチ。
サイドスープレックス
ダイビングショルダーアタック
リバーススプラッシュ
コーナーではなくロープ中央から仕掛ける。
リバーススプラッシュ式セントーン
上記の技から体を180°錐揉み旋回させセントーンに移行する。
ファイアーマンズキャリー・スロー
ショルダースルー
ブルドッグ
フルネルソン
セントーン

## タイトル歴
東京女子プロレス
- 第7代、第15代プリンセスタッグ王座（パートナーは天満のどか→水波綾）

## 入場曲
- Burnin' / 愛野ユキ

作詞およびコーラスを天満のどかが担当。